# Marches européennes contre le chômage

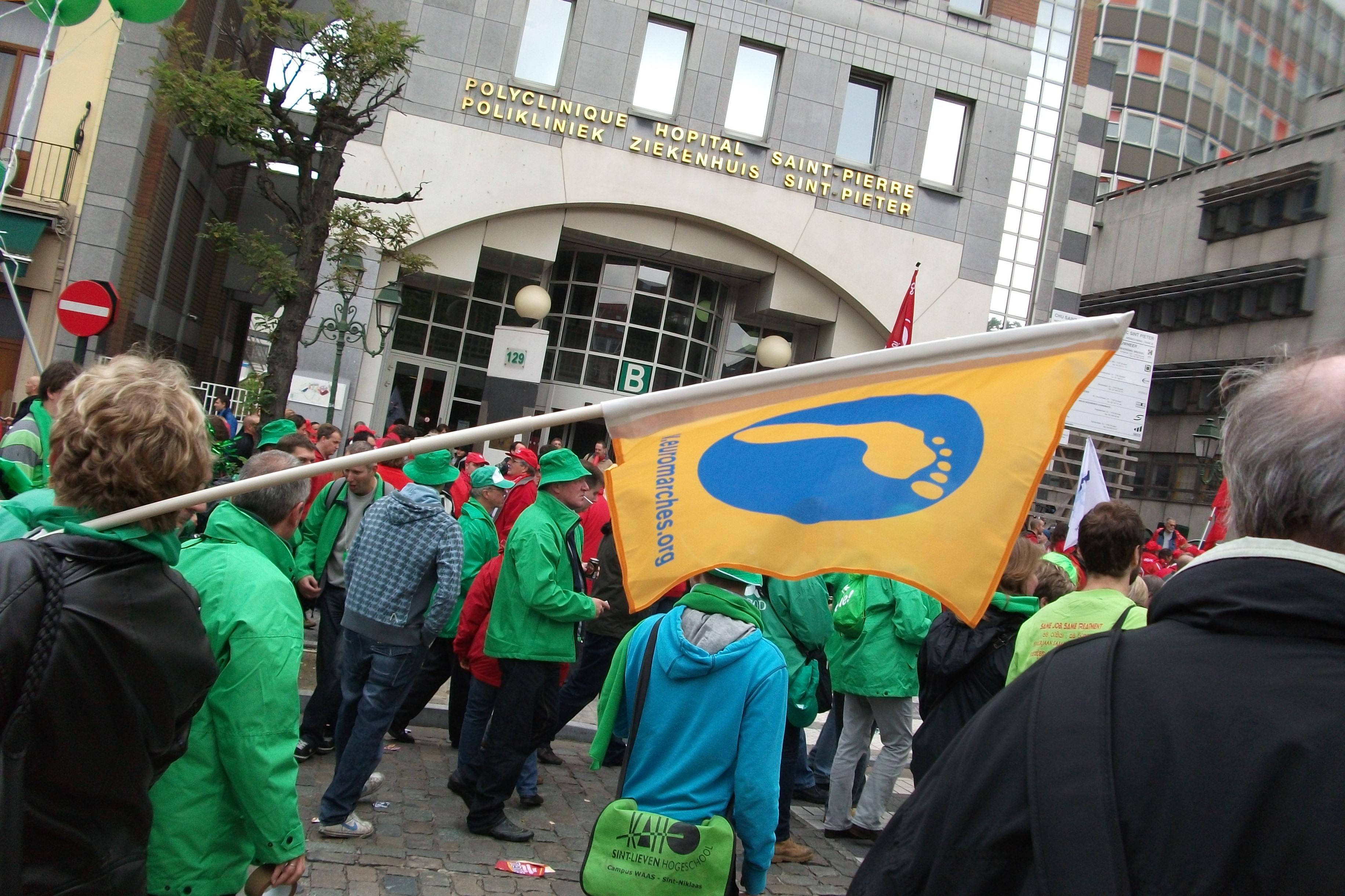
Euromarches à Bruxelles le 29 septembre 2010

Les Marches européennes contre le chômage, la précarité et les exclusions sont une plateforme d'associations qui ont notamment organisé une marche en 1997 vers Amsterdam. Elles ont fondé un réseau européen de solidarité pour des propositions alternatives au chômage, à la précarité et à l'exclusion sociale. Comme elle se présente elle-même, la plate-forme « participe à l'émergence d'une résistance et d'une riposte européenne à l'offensive néolibérale ».
Elle a proposé des alternatives au traité de Nice, participé à divers forums sociaux européens de l'altermondialisme, s'est mobilisée contre le projet de directive Bolkestein. 

## Petit historique
- 1996 appel de Florence
- 1997 premières assises des Marches européennes à Bruxelles pour organiser la marche proprement dite
  - 500 marcheurs vers Amsterdam (de Tanger, d'Ivano, de Tuzla, de Francfort sur Oder) qui rejoignent au bout de deux mois la manifestation avec les syndicats et les associations pour un traité européen plus social, plutôt que le traité d'Amsterdam.
- 1998 Cardiff, Vienne, Helsinki
  - décembre appel de Vienne en relation avec le sommet de Vienne
- 1999 manifestation à Cologne
- 2000 préparation de protestation contre le traité de Nice
  - caravane européenne : Bruxelles, Charleroi, Paris, Lyon, Marseille et Nice
  - manifestations à Nice le 6 décembre
- 2001 sommet de Laeken (Belgique) participation à la marche pour une autre Europe
- 2002 les Marches européennes participent au Forum social européen à Florence
  - la « Marche des mouvements sociaux » de Clermont-Ferrand vers Séville,
- 2003  juin  : Forum social grec à l'occasion du sommet de Thessalonique 
  - novembre Forum social européen à Paris

## Propositions pour uneEurope sociale

### L'appel de Vienne
En prévision de la réunion de ministres européens au sommet de Vienne de décembre 1998, les associations des euromarches ont rédigé une plateforme de demandes aux ministres de l'économie, nommée l'appel de Vienne des marches européennes. 
L'appel de Vienne des Marches proposait des mesures très concrètes, une budgétisation et des revendications aux ministres de l'UE réunis à Vienne.  Cet appel contenait entre autres : un régime social unitaire européen, un salaire minimum, une imposition plus nette du capital et de la spéculation (impôt Tobin), une diminution de l'imposition sur le travail, une réintroduction d'un impôt sur les fortunes ainsi qu'un volet de respect des droits de l'homme, contre toute discrimination raciste, travail forcé.
Ainsi les demandes de marches européennes, appel de Vienne (1998)
- un régime social unitaire européen pour tous et toutes;
- une sécurité de base en cas de chômage;
- des soins médicaux gratuits pour tout le monde;
- un salaire minimum indépendant du sexe et de la nationalité, qui doit garantir une vie en dignité;
- des droits sociaux de base comme le logement, la santé, l'éducation et assistance garantis;
- une réduction radicale du temps de travail avec compensation du salaire et la semaine à trente-cinq heures tout de suite;
- un salaire minimum des 15 000 sh (ca. 2 150.- DM, 7 500 FF) brut;
- une pension de retraite minimum de 12 000 sh. (ca. 1 700.- DM);
- le même salaire pour le même travail.
- une imposition plus nette du capital et de la spéculation (impôt Tobin);
- la réintroduction de l'impôt sur les fortunes sur un niveau comparable dans des autres pays membres de la UE;
- une baisse de l'imposition des travailleurs.
- l'adoption de l'article 23 de la convention des droits de l'homme (droit au travail) selon les facultés et les inclinations;
- les droits de l'homme pour tout être humain.

Nous nous adressons
- contre toute forme d'exclusion raciste;
- contre toute forme de travail forcé directe ou indirecte;
- contre l'accord sur les investissements AMI, car cet accord néolibéral rendrait plus pénible pour les hommes et les femmes les conditions du travail et de l'environnement.

### Charte sociale
Pour la signature du traité de Nice en 2000, les associations avait préparé un texte alternatif : une «charte pour une autre Europe» ou charte sociale devrait comprendre selon les marches européennes :  
1. Le droit à un revenu permettant de vivre pleinement.
2. Le droit au travail, à un emploi stable et à une juste rémunération.
3. Le droit à une retraite et une pension.
4. Le droit à un logement.
5. Le droit à une éducation gratuite et de qualité, à la formation, à la culture.
6. Le droit aux soins de santé, le droit à la contraception et à l'avortement.
7. Le droit à un environnement sain
8. Le droit à une protection sociale de haut niveau.
9. Le droit d'accès à des services publics assurant des prestations de qualité.
10. La liberté des médias et leur pluralisme.
11. La liberté de circulation et d'installation.
12. Le droit de se défendre par une reconnaissance explicite du droit de grève au niveau européen.
13. Les droits civiques, syndicaux, politiques et d'organisation, pour une réelle démocratie.

Cette charte fut proposée et signée par de nombreuses organisations, certaines venant du mouvement  altermondialiste, de syndicats, d'associations de chômeurs ...

## Organisation
Le secrétariat des marches européennes est basé à Paris.  Christophe Aguiton a coordonné les euromarches  
Le site des marches européennes est rédigé en 6 langues : français, anglais, allemand, danois, espagnol et néerlandais.

## Filmographie
1994. La Marche contre le chômage; trois films documentaires réalisés par Mogniss Abdallah, Patrice Deboosère, Patrice Spadoni.
En marche; Chroniques des Marches européennes contre le chômage, la précarité et les exclusions (avril, mai, juin 1997). Film documentaire de Patrice Spadoni, produit par Canal Marches